# Джурджуц
Джурджуц (рум. Giurgiuț) — село у повіті Алба в Румунії. Входить до складу комуни Хоря.
Село розташоване на відстані 337 км на північний захід від Бухареста, 69 км на північний захід від Алба-Юлії, 57 км на південний захід від Клуж-Напоки.

## Населення
За даними перепису населення 2002 року у селі проживали 96 осіб, усі — румуни. Усі жителі села рідною мовою назвали румунську.